# Friedrich
Friedrich ist ein männlicher Vorname.

## Herkunft und Bedeutung
Der Name Friedrich geht auf den althochdeutschen Namen Frithuric zurück und setzt sich aus den Elementen frid „Frieden“ und rik „mächtig“, „reich“, „ausgezeichnet“ zusammen.

## Verbreitung
Bereits im Spätmittelalter zählte Friedrich mit seinen Namensvarianten zu den beliebtesten Jungennamen Deutschlands. Eine aus wissenschaftlicher Sicht unzureichende Auswertung sieht den Namen in der damaligen Zeit auf Rang 4 der Hitliste. Die Beliebtheit blieb dem Namen erhalten. Mit Ausnahme Bayerns war der Name im 18. Jahrhundert in ganz Deutschland sehr häufig. Insbesondere während der Regierungszeit von Friedrich dem Großen nahm die Popularität zu. Zwischen 1790 und 1830 war er mit einem Anteil von 40–50 % der beliebteste Rufname Preußens. Erst mit den 1920er Jahren begann der Abstieg des Namens in den Vornamenscharts, der immer wieder Schwankungen ausgesetzt war. Auch wenn der Name seit den 1960er Jahren nur noch selten vergeben wird, geriet er nie völlig außer Mode. Seit den 2010er Jahren nimmt die Popularität des Namens wieder zu. Im Jahr 2022 belegte der Name Rang 149 in den Vornamenscharts. Besonders beliebt ist er in den neuen Bundesländern, insbesondere in Mecklenburg-Vorpommern. Als Zweitname ist Friedrich weitaus populärer und erreichte im Jahr 2022 Rang 19 auf der Hitliste der beliebtesten Folgenamen.
In Österreich erreichte der Name Friedrich zuletzt im Jahr 1987 eine Platzierung unter den 100 beliebtesten Jungennamen. Seine Popularität sank in den darauffolgenden Jahren, seit den 2000er Jahren wird er nur noch selten vergeben. Im Jahr 2023 belegte er in den Vornamenscharts Rang 346. Von 1984 bis 2023 wurde er circa 690 Mal vergeben. Der Name kommt in der Schweiz seit 1930 fast jährlich in der Namensgebung vor. Bis 1953 befand er sich durchgehend unter den 100 beliebtesten Jungennamen, danach ließ seine Beliebtheit stetig nach. Von 1930 bis 2023 wurden rund 3.100 Jungen so genannt. Stand 2020 leben 3462 Männer namens Friedrich in der Schweiz, jedoch wird der Name heute nur noch ausgesprochen selten vergeben.
Der Name befand sich in Frankreich von 1900 bis 1913 immer wieder in den Top-500 der Hitlisten. In den Niederlanden wird der Name seit 1930 regelmäßig bei der Namenswahl berücksichtigt, und zwar bis 2023 etwa 1.200 Mal. Der Name ist in der nordischen Ländern Dänemark, Norwegen und Schweden eher mäßig beliebt. In den USA kommt der Name seit Mitte der 1930er Jahre in Hitlisten vor, seit 2010 wird er alljährlich vergeben, jedoch in einem geringen Umfang. Seine Vergabe ist auch in Liechtenstein, Polen, England, Schottland und Kanada nachgewiesen.

## Varianten

### Männliche Varianten
- Altnordisch: Friðikr, Friðrekr
- Dänisch: Frederik, Friderich
  - Diminutiv: Fred, Freddie, Freddy
- Englisch: Frederick, Fredric, Fredrick
- Deutsch: Friederich, Frederik, Friederick, Friedensreich 
  - Diminutiv: Fiete, Fred, Fritz, Fridolin, Friedolin, Friedel
  - Germanisch: Friduric
    - Altgermanisch: Friþurīks

  - Althochdeutsch: Frithuric, Friduric
    - Diminutiv: Frido
- Estnisch: Priidik
  - Diminutiv: Priit
- Färöisch: Fríðrikkur, Fríðrikur
- Finnisch: Fredrik, Rieterik, Rietrikki
  - Diminutiv: Veeti, Rietelikki, Rieti, Reetu, Retu
- Französisch: Frédéric
  - Diminutiv: Fred, Freddy
- Isländisch: Friðrik, Friðrekur, Friðríkur
  - Diminutiv: Frissi
- Italienisch: Federico, Federigo
  - Diminutiv: Fredo
- Lettisch: Fricis, Frīdrihs
- Niederländisch: Frederik
  - Diminutiv: Fred, Freddy, Freek, Frits, Rik
- Norwegisch: Fredrik
  - Diminutiv: Fred
- Polnisch: Fryderyk
- Portugiesisch: Frederico
  - Diminutiv: Fred, Rico
- Schwedisch: Fredrik
  - Diminutiv: Fred
- Slowenisch: Friderik
- Spanisch: Federico
- Tschechisch: Bedřich
- Ungarisch: Frigyes

### Weibliche Varianten
- Dänisch: Frederikke
  - Diminutiv: Rikke
- Deutsch: Friederike
  - Diminutiv: Rieke, Rike, Frieda, Frida, Friede, Fritzi
- Englisch: Frederica
  - Diminutiv: Freida, Frieda, Rica
- Färöisch: Fríðrika, Fridrikka
- Finnisch: Fredrika, Rietriikka, Rietrikka
  - Diminutiv: Riika, Riikka
- Französisch: Frédérique
- Grönländisch: Farîtaríka
- Isländisch: Friðrika, Friðrikka
- Italienisch: Federica
- Polnisch: Fryderyka
- Portugiesisch: Frederica
- Schwedisch: Fredrika
  - Diminutiv: Rika
- Tschechisch: Bedřiška

## Namenstage
Folgende Namenstage von Friedrich werden gefeiert:
- 15. Februar: nach Friedrich Bachstein
- 3. März: nach Friedrich von Hallum
- 8. Mai: nach Friedrich von Hirsau
- 18. Juli: nach Friedrich I. von Utrecht
- 7. August: nach Friedrich Spee von Langenfeld
- 29. November: nach Friedrich von Regensburg

## Bekannte Namensträger

### Vorname
Es gibt eine große Zahl von Persönlichkeiten mit Vornamen Friedrich. Siehe Wikipedia Personensuche.

### Zweitname
- Georg Friedrich Händel (1685–1759), deutscher Komponist des Barock
- Georg Philipp Friedrich von Hardenberg, Pseudonym Novalis (1772–1801), deutscher Dichter
- Johann Friedrich Hartknoch (1740–1789), deutscher Verleger und Musikalienhändler
- Georg Wilhelm Friedrich Hegel (1770–1831), deutscher Philosoph
- Carl Friedrich Gauss (1777–1855), deutscher Mathematiker, Astronom, Geodät und Physiker
- Reinhard Friedrich Michael Mey (* 1942), deutscher Liedermacher und Sänger, siehe Reinhard Mey
- Karl Friedrich Wilhelm Wander (1803–1879), deutscher Pädagoge und Sprichwortsammler
- Georg Friedrich Bernhard Riemann (1826–1866), deutscher Mathematiker
- Adolf Friedrich von Schack (1815–1894), deutscher Dichter, Kunst- und Literaturhistoriker
- Carl Friedrich Freiherr von Weizsäcker (1912–2007), deutscher Physiker und Philosoph
- Johann Friedrich Wentzel (1670–1729), deutscher Maler und Radierer
- Personen namens Georg Friedrich, siehe Georg Friedrich (Begriffsklärung)